# Gomatruda
Gomatruda také Gomatrud, Gometrude nebo Gomatrudis (598? – 630?) byla franská královna, manželka králeDagoberta I. z rodu Merovejců.
Na rozdíl od ostatních členů merovejské vládnoucí rodiny raného středověku je historická osobnost Gomatrudy doložená několika historickými prameny. Kromě starší Historia Francorum je podrobně popisována také v Gesta Dagoberti I regis Francorum, životopise Dagoberta I. v Liber Historiae Francorum.
Gomatruda se narodila kolem roku 598 a měla nejméně dva sourozence, Sichildu a Brodulfa. Sichildis, která byla třetí manželkou Chlothara II., se spolu s ambiciózním bratrem Brodulfem snažila získat užší spojení jejich rodiny s rodinou královskou, a tím získat větší politickou moc v říši. Jejich úsilí vyvrcholilo v roce 624 sňatkem Gomatrudy s Chlotharovým nejstarším synem, pozdějším nástupcem Dagobertem I., v královském paláci v Clichy. Sňatek se uskutečnil proti Dagobertově vůli, a tak je zjevné, že ke sňatku došlo na přímý pokyn krále Chlothara II. Celá situace vedla ke krizi ve Franské říši, protože Dagobert, jako místokrál Austrasie, na oplátku požadoval Champagne, Toul a Verdun v původním rozsahu, což jeho otec odmítl. Teprve v roce 626 nebo 627 rozhodčí rada pod vedením Arnulfa z Met vyjednala kompromis, na základě něhož byl následně urovnán spor mezi Chlotharem II. a jeho synem Dagobertem na říšském sněmu v Clichy.

Krátce po smrti svého otce Chlothara II. v zimě 629/630 zapudil nově korunovaný král Dagobert I. svou manželku Gomatrudu. Podle Gesta Dagoberti kvůli manželčině neplodnosti: 
| „                 | Z Chalonu, kde vykonával svou práci, cestoval do Auxerre přes Autun a poté přes Sens do Paříže. Na radu Franků nechal královnu Gomatrudu v paláci Reuilly, protože byla sterilní, a vzal si Nanthildu, mimořádně krásnou dívku, a udělal z ní svou královnu. | “ |
| — Gesta Dagoberti | |   |

Gomatrudina předpokládaná neplodnost s největší pravděpodobností nebyla příčinou rozvodu. Příčinou byla spíše Dagobertova touha ukončit manželský svazek, který byl uzavřen proti jeho vůli, a tím se osvobodit od vlivu rodiny své manželky a nevlastní matky.